# Manfred Scheib
Manfred Scheib (* 1926 in Barmen, heute Wuppertal) ist ein deutscher Soziologe, Autor und politischer Bildungsarbeiter.

## Biografie
Manfred Scheib wurde 1926 in Barmen, einem Stadtteil des  heutigen Wuppertal, geboren. Er studierte Soziologie, Staatsrecht, Pädagogik und Evangelische Praktische Theologie an den Universitäten Köln und Heidelberg, wo er 1957 bei Alexander Rüstow zum Dr. phil. promovierte. Seine Dissertation trug den Titel „Gefangenschaft und Eingliederung von Heimkehrern aus der Sowjetunion als soziologisches Problem“ (1956).
Von 1959 bis 1961 war Scheib wissenschaftlicher Assistent an der Akademie für Politische Bildung in Tutzing (Bayern). Darüber hinaus arbeitete er als Redakteur der unabhängigen Wochenschrift Neue Politik und war Autor von Hörfunk- und Fernsehsendungen, unter anderem drehte er 1967 einen Film im Auftrag des Evangelischen Kirchenamtes für die Bundeswehr, einer Bundesoberbehörde im Geschäftsbereich des Bundesministeriums der Verteidigung, die zentrale Verwaltungsbehörde der Evangelischen Militärseelsorge.
Scheib veröffentlichte mehrere Schriften zu politischen und gesellschaftlichen Themen. Sein wohl bekanntestes Werk,  sein opus magnum „Überleben, aber wie?“ (1976, mit einem Geleitwort von Hans-Joachim von Merkatz und einem Nachwort von Hermann Mathias Görgen) setzte sich mit den Überlebensfragen in Zeiten des Wettrüstens zwischen Ost und West auseinander. Frühere Publikationen wie „Demokratische Verantwortung aus politischer Erinnerung“ (1964) und seine Dissertation thematisierten die politische Verantwortung und die Eingliederung von Kriegsheimkehrern.
Der US-amerikanischen Pädagogin Susanne Mueller Shafer (1924–1997) zufolge suchte Scheib während seiner Arbeit in Tutzing zu ergründen, welche Art von politischer Bildung die Schüler der Volksschule erhielten, um "den Verantwortlichen für die Ausbildung der Rekruten der Bundeswehr zu zeigen, welches Verständnis sie von diesen Jugendlichen erwarten konnten. Daraus ließen sich Pläne für eine zusätzliche politische Bildung ableiten, die notwendig sei, damit die neuen Soldaten die Ziele der Bundeswehr begreifen."
Später lebte Scheib in Köln und war dort auch zu Gast im „Feez“ in Köln-Nippes, einem bekannten Treffpunkt der Friedensszene der 1980er Jahre.
Der Autor Henric L. Wuermeling zitiert aus Scheibs Dissertation: Gefangenschaft und Eingliederung von Heimkehrern aus der Sowjetunion als soziologisches Problem (Heidelberg 1956) eine Passage zum Problem des Heimkehrers als gesamtgesellschaftliches Problem:

„weil das Aufzeigen des Leidensweges Tausender deutscher Männer und Frauen zu einer inneren Bewältigung des vergangenen Katastrophenschicksals der Nationen auffordert, und weil es zur ernsten Auseinandersetzung mit den Fragen nach unserem gegenwärtigen geschichtlichen Standort sowie nach unserem zukünftigen geschichtlichen Handeln in der weltweiten Auseinandersetzung zwischen Ost und West zwingt.“

## Schriften (Auswahl)
- Überleben, aber wie?: Zur Entscheidung herausgefordert. Jestetten : Miriam-Verlag, 1976
- Demokratische Verantwortung aus politischer Erinnerung. Bad Godesberg: Verband d. Heimkehrer, Kriegsgefangenen u. Vermisstenangehörigen Deutschlands e.V., 1964, 2. Aufl.
- Demokratische Verantwortung aus politischer Erinnerung. [Saarbrücken]: Landeskuratorium "Unteilbares Deutschland", [nach 1962]
- (unveröffentlichtes Manuskript) "Politische Bildung in den Lehrplänen und in der Schulpraxis." Tutzing, Bayern, 1961[8]
- Aufgabe und Wirken der Akademie für Politische Bildung in Tutzing (1960). Beitrag in: Heinrich Oberreuter (Hrsg.): Kristallisationskern politischer Bildung: zur Geschichte der Akademie 1957 bis 2007: 50 Jahre Akademie für Politische Bildung. Bearb. von Steffen H. Elsner. München 2009, S. 43 ff.
- „Streiflichter zur Soziologie der Studentenschaft der Universität Heidelberg“. Ruperto-Carola, X. Jahrg. Band 24, Dez. 58, S. 165–188, Universität Heidelberg
- Gefangenschaft und Eingliederung von Heimkehrern aus der Sowjetunion als soziologisches Problem. o. O., 1956 (Dissertation, Heidelberg)

Film
- Die Deutschen und ihr Vaterland. Film von Manfred Scheib im Auftrage des Evangelischen Kirchenamtes für die Bundeswehr. 1967